# Crynant
Crynant (en anglais) ou Y Creunant (en gallois) est un village et une communauté du borough de comté de Neath Port Talbot, au pays de Galles. Il est situé dans le nord du borough de comté, dans la vallée de la Dulais (en), entre Seven Sisters au nord et Aberdulais (en) au sud.

## Démographie
Au recensement de 2011, la communauté de Crynant comptait 1 910 habitants.